# Муниципальное образование Мезженское
Мезженское сельское поселение — сельское поселение в составе Устюженского района Вологодской области.
Центр — деревня Долоцкое.
Образовано 1 января 2006 года в соответствии с Федеральным законом № 131 «Об общих принципах организации местного самоуправления в Российской Федерации».

## География
Расположено на северо-западе района. Граничит:
- на востоке с Лентьевским сельским поселением,
- на юге с Устюженским сельским поселением,
- на западе с Покровским сельским поселением Чагодощенского района,
- на севере с Мегринским сельским поселением Чагодощенского района и Дубровским сельским поселением Бабаевского района

По территории сельского поселения проходит автодорога А114, протекают реки Мезга, Кобожа, Веуч, в 6 км к северу от деревни Долоцкое расположено озеро Савино.

## История
Первые упоминания о населённых пунктах на территории Мезженского сельского поселения относятся к XIV веку. В XV—XVI веках на этих землях была развита добыча железа из болотной руды и кузнечное дело. Один из основных продуктов кузниц — долото — дал название селению Долотское.
К XVII веку промыслы в Долотском пришли в упадок из-за конкурентной борьбы и внешних врагов. В XVIII веке началось возрождение старых промыслов и возникновение новых — выжог древесного угля и посадки конопли на волокно для парусного флота. В то время сформировались 2 общины с центрами в Долоцком и Малом Медведеве.
В 1999 году был утверждён список населённых пунктов Вологодской области. Согласно этому списку в состав Мезженского сельсовета входили 14 населённых пунктов.
26 января 2004 года в Мезженском сельсовете была зарегистрирована новая деревня Демихово.
В 2006 году было образовано Мезженское сельское поселение в составе Мезженского сельсовета.

## Достопримечательности
В 1771 году в Долоцком была построена деревянная церковь в честь Преображения Господня, в 1817 году — деревянный храм во имя святых Козьмы и Дамиана, существовавший до 1854 года.
В 1856 году была построена новая каменная церковь с колокольней и тремя приделами: в честь Богоявления Господня, Рождества Иоанна Предтечи и святых Козьмы и Дамиана. После революции церковь была закрыта, колокола сняты. В здании размещался сельский клуб, потом колхозный склад. В 1990-х годах церковь стали восстанавливать и в настоящее время она является действующей.

## Экономика
1970-е годы стали периодом расцвета Долоцкого. Были построены сельская больница, ветеринарная лечебница, механизированный ток, силовая станция, пилорама, 2 начальные и одна восьмилетняя школы, 2 колхозных клуба, библиотека, сельский универмаг, механизированная пекарня, столовая, интернат, почта, телеграф, появились телефон, радио.
В настоящее время наблюдается отток жителей в города, сёла приходят в упадок. Закрылись пекарня, сберкасса, магазины в отдалённых деревнях. Работают только одна школа, один клуб, магазин.

## Населённые пункты
С 2020 года в состав сельского поселения входят 14 деревень.
| Населённый пункт        | ОКАТО          | Рег. номер | Расстояние до районного центра, км | Расстояние до центра поселения, км | Индекс | Координаты                      |
| ----------------------- | -------------- | ---------- | ---------------------------------- | ---------------------------------- | ------ | ------------------------------- |
| деревня Демихово        | 19 250 816 016 | 8303       |                                    |                                    |        | 58°57′07″ с. ш. 36°11′32″ в. д. |
| деревня Деревяга        | 19 250 816 002 | 6667       | 19                                 | 21                                 | 162800 | 58°54′14″ с. ш. 36°11′54″ в. д. |
| деревня Долоцкое        | 19 250 816 001 | 6666       | 38                                 |                                    | 162833 | 58°57′58″ с. ш. 35°58′01″ в. д. |
| деревня Жилино          | 19 250 816 003 | 6668       | 40                                 | 2                                  | 162800 | 58°57′57″ с. ш. 36°00′22″ в. д. |
| деревня Кишкино         | 19 250 816 004 | 6669       | 43                                 | 6                                  | 162800 | 58°57′12″ с. ш. 35°53′54″ в. д. |
| деревня Логиново        | 19 250 816 006 | 6670       | 23                                 | 17                                 | 162800 | 58°56′22″ с. ш. 36°11′22″ в. д. |
| деревня Малое Медведево | 19 250 816 007 | 6671       | 45                                 | 8                                  | 162800 | 58°57′06″ с. ш. 35°52′05″ в. д. |
| деревня Марфино         | 19 250 816 008 | 6672       | 16                                 | 22                                 | 162800 | 58°55′05″ с. ш. 36°15′24″ в. д. |
| деревня Мезга           | 19 250 816 009 | 6673       | 28                                 | 12                                 | 162800 | 58°57′05″ с. ш. 36°07′58″ в. д. |
| деревня Михалёво        | 19 250 816 010 | 6675       | 36                                 | 2                                  | 162800 | 58°57′37″ с. ш. 35°59′07″ в. д. |
| деревня Мочала          | 19 250 816 011 | 6674       | 18                                 | 20                                 | 162800 | 58°55′56″ с. ш. 36°14′44″ в. д. |
| деревня Новая           | 19 250 816 012 | 6676       | 48                                 | 11                                 | 162800 | 58°57′09″ с. ш. 35°48′14″ в. д. |
| деревня Рожнёво         | 19 250 816 013 | 6677       | 24                                 | 18                                 | 162800 | 58°56′59″ с. ш. 36°12′37″ в. д. |
| деревня Савино          | 19 250 816 014 | 6678       | 45                                 | 8                                  | 162800 | 58°57′25″ с. ш. 35°51′27″ в. д. |

Деревня, упразднённая в 2020 году
| Населённый пункт | ОКАТО          | Рег. номер | Расстояние до районного центра, км | Расстояние до центра поселения, км | Индекс | Координаты                      |
| ---------------- | -------------- | ---------- | ---------------------------------- | ---------------------------------- | ------ | ------------------------------- |
| деревня Шаркино  | 19 250 816 015 | 6679       | 19                                 | 21                                 | 162800 | 58°54′58″ с. ш. 36°09′43″ в. д. |